# Ègica
Ègica (ca. 610 - 702) fou rei visigot d'Hispània (Regne de Toledo) del 687 al 701. Era parent del rei Vamba i gendre del rei Ervigi pel seu casament amb Kíksilo (Cíxilo), filla d'aquest, la qual, tanmateix, més tard repudià.
Ègica va ser coronat el diumenge 24 de novembre del 687 a l'església dels Sants Apòstols de Toledo.

## El XV Concili de Toledo i els juraments a Ervigi
No va tardar a convocar un nou concili, el XV Concili de Toledo, que s'inaugurà a l'Església dels Sants Apòstols l'11 de maig del següent any (688). Van assistir seixanta-sis bisbes (inclosos els metropolitans, vuit abats, tres dignataris catedralicis i vint-i-sis alts funcionaris palatins. El concili va confirmar la posició teològica de Julià de Toledo en el tema conegut per "les dues Voluntats" de Crist al que es van dedicar disset cànons.
Això no obstant, la principal raó del concili era una qüestió que el rei volia plantejar. El seu sogre Ervigi, el difunt rei, li havia concedit la mà de Kíksilo exigint-li el jurament de protegir els membres de la família reial. Afirmava també que, abans de morir, el rei l'havia fet jurar que no denegaria la justícia al poble, tot i que probablement Ervigi mai li va exigir tal jurament. Ègica declarava que els dos juraments eren incompatibles i contradictoris, car per concedir justícia i reparar l'opressió que l'anterior rei havia infligit al poble i retornar els béns confiscats a aquelles persones condemnades injustament, havia de perjudicar als fills d'Ervigi (que segurament posseïen per llegat les possessions confiscades als enemics del monarca mort). Per tant, sol·licitava ser alliberat d'un dels dos juraments i deixava clar que desitjava ser alliberat de la protecció a la família d'Ervigi (per a això hauria inventat l'altre jurament) malgrat que pertanyia a ella (sens dubte no es portava bé amb el seu cunyats). També sol·licitava que es revoqués el cànon que prohibia castigar els membres de la família d'Ervigi. Els bisbes, que no podien negar-se a la voluntat del rei, van haver de reconèixer que l'interès públic era més important que el d'una sola família, però van intentar preservar en la mesura del possible a la família de Ervigi (al qual el clergat tant devia), i van dictaminar que la família també formava part del poble i que també se li havia de fer justícia. Quant a la revocació del cànon, es va declarar que no calia, car la família d'Ervigi podia ser castigada si algun d'ells era jutjat i resultava culpable d'algun delicte.
La resta de temes del concili van ser secundaris.
Evidentment, Ègica no es va donar per satisfet amb el resultat del concili. L'arquebisbe Julià de Toledo es negava a emparar un persecució injusta dels fills i la dona d'Ervigi. Però Julià va morir dos anys després, el 6 de març del 690 i va ser succeït per Sisbert.

## El Sínode de la Tarraconense
Després d'això, el rei va moure els seus peons i va convocar un sínode de bisbes de la Tarraconense (el que indicaria que aquesta província era la més favorable al nou rei i a la seva família, i així sembla haver seguit fins al final del regne visigot, al contrari del que va passar amb Vamba).
El sínode es va celebrar a Cesaraugusta l'1 de novembre del 691. Aquest sínode va revocar parcialment el cànon quart del XIII Concili de Toledo, que garantia la protecció de la família de Ervigi, i va dictar certes normes sobre les vídues reals, en virtut de les quals es va obligar a l'ex reina Liuvigoto a ingressar en un convent fins a la seva mort.

## Complot i rebel·lió contra Ègica
Liuvigoto no va ser l'única víctima d'Ègica. Altres nobles van patir la seva persecució i alguns van morir. Potser Ègica estava influït per l'antic costum dels llaços de sang i prenia represàlies contra tots aquells que considerava que l'havien perjudicat a ell o a la seva família. Però el resultat evident era tornar a crear una facció opositora, després que les encertades mesures d'Ervigi que va amnestiar els rebels i restaurar-los en la seva condició social haguessin posat fi al llarg episodi de les lluites civils periòdiques.
És evident que les seves mesures van crear oposició. El mateix metropolità de Toledo i segurament el clergat provincial (i potser d'altres províncies) s'oposava al rei, tant per la seva política com per valer-se del clergat de la Tarraconense, que devia ser-li favorable, per imposar les seves decisions, perjudicant notablement la condició primada de Toledo. Segurament cap al 692, el metropolità Sisebert i diversos nobles liderats per Sunifred, van tramar un complot per enderrocar al rei. Els conjurats pretenien assassinar al rei i a una sèrie de nobles de palau (Frogellis, Teodomir, Liuvila, Tecla i altres). Segurament, Ègica va aconseguir sortir indemne de l'intent d'assassinat i va poder traslladar-se molt aviat a algun altre lloc (segurament a Cesaraugusta). Els rebels van col·locar en el tron a Suniefred o Sunifred, que segurament va ser coronat per Sisbert. Es coneix una moneda d'aquestes dates que porta el nom de Suniefred. Però el rei va reunir les seves tropes, va tornar a la capital i la va prendre. Desconeixem la sort de Suniefred, però sí que es coneix la del metropolità toledà, car a ell es va al·ludir en el XVI Concili de Toledo.
Probablement la rebel·lió va esclatar en la segona meitat de l'any 692, i potser es va allargar fins a almenys el mes de març del 693. Una vegada el rei va iniciar la repressió, la resistència no fou molt forta.

## El XVI Concili de Toledo
Res més tornar a Toledo el rei va convocar el XVI Concili de Toledo, que s'inaugurà el 25 d'abril i va concloure el 2 de maig de 693 a l'Església dels Sants Apòstols, amb assistència de seixanta-dos bisbes (els bisbes de la Narbonense no van poder assistir a causa d'una epidèmia que assolava la província), cinc abats i sis comtes palatins. En el seu escrit al concili el rei va fer referència als molts que van trair la seva confiança i va demanar que tot funcionari palatí (tal havia de ser el càrrec de Suniefred) que conspirés per a assassinar el rei o arruïnar els gots, o que instigués una rebel·lió, seria destituït ell i els seus descendents (segurament per evitar que actuessin els llaços de sang), passaria a ser esclau del tresor i se li confiscarien els béns. Els bisbes van secularitzar i excomunicar Sisbert, i se li va prohibir rebre la comunió fins als seus últims moments, llevat que abans obtingués el perdó reial; naturalment se li van confiscar també tots els seus béns. El deposat metropolità, assistent a l'acte, es va confessar culpable i va escoltar la sentència.
Es va decidir que en el futur cap rebel podria tornar a desenvolupar mai un càrrec palatí (potser alguns dels càrrecs palatins rebels eren antics rebels que havien recobrat el seu càrrec gràcies a l'amnistia d'Ervigi; en tot cas també cal suposar que eren els càrrecs palatins els qui podien portar a efecte les rebel·lions) i es convertirien en esclaus del tresor; tampoc els seus descendents podrien desenvolupar càrrecs palatins (aquesta disposició sembla inspirada pel rei). Les propietats confiscades als rebels serien de lliure disposició pel rei que podria donar-les a la seva família, a l'Església o a altres nobles lleials, i els descendents de les víctimes de la confiscació no tindrien mai dret a reclamar-les. El rei que en el futur no fes complir aquestes normes quedaria maleït. Els usurpadors van ser anatematitzats en virtut del cànon setanta-cinc del IV concili i es va declarar que els qui vulneressin l'esmentat cànon serien anatematitzats en el màxim grau. Sembla que els funcionaris palatins rebels van utilitzar el cànon del XIII concili que protegia als funcionaris de palau de la destitució i detenció, per demorar el seu arrest o expulsió, i poder escapar o salvar els seus béns. Ègica va voler potser revocar el cànon, però no va haver d'obtenir el suficient suport eclesiàstic i dels funcionaris lleials per això.
El rei va ordenar als bisbes de la Narbonense, que no havien pogut acudir al concili, que celebressin un sínode i aprovessin els resultats del XVI concili general. La seu de Toledo va ser ocupada per Fèlix, bisbe de Sevilla i biògraf de Julià; Faustí, bisbe de Braga va ocupar la seu vacant de Sevilla.

## Reformes legals
Al Codi de Recesvint, reformat per Ervigi, es va afegir una nova llei: era il·legal que ningú es lligués a un altre amb un jurament diferent del de fidelitat a la corona o dels prestats als tribunals de justícia; qualsevol que es juramentés amb un altre seria culpable des d'aquell moment de conspiració i quedaria sotmès a la llei de Khindasvint sobre els usurpadors. La mesura estava encaminada a impedir que els funcionaris palatins poguessin demorar la seva detenció o destitució.
El rei va demanar la revocació de les lleis d'Ervigi (de fet va sol·licitar la revocació de les lleis vigents llevat de les dels reis Khindasvint, Recesvint i Vamba. Com el Codi de Recesvint acumulava les lleis anteriors o les derogava de fet, i posteriorment, a part de la llei militar de Vamba, sols Ervigi havia modificat la legislació, eren les lleis d'aquest les que estaven en qüestió). El sorprenent encrueliment d'Ègica contra el seu sogre i antecessor (i contra la família d'aquest) prosseguia doncs sense atenuació. Algunes lleis van ser revocades i es va restablir la llei contra la mutilació d'esclaus, la supressió de la qual tant havia complagut a la noblesa esclavista (en la seva restauració el rei va fer una referència molt hostil al seu sogre). Unes dotze lleis van ser afegides al Codi vigent.
En el seu escrit al concili, el rei va proclamar la seva intenció d'acabar amb el judaisme. Per a això va incloure una llei en el Codi legal per la qual qualsevol jueu que s'hagués convertit realment al cristianisme seria alliberat dels impostos que havia de pagar (no sabem si es refereix a l'impost ordinari i a l'impost especial per als jueus, o únicament a aquest últim; no consta quan va ser instaurat l'impost especial als jueus, encara que se sap que afectava als conversos i jueus indistintamente), import que seria afegit als impostos dels jueus no convertits. Els conversos podrien també comerciar encara que un cristià no hauria de comprar-los res fins a estar segur de la seva conversió, i a tal efecte podria exigir-li recitar el parenostre i el credo i que rebés la comunió. Un jueu no convertit no podria comerciar amb ultramar ni amb els cristians i, per tant, només podrien comerciar entre ells. El cristià maior que comerciés amb un jueu pagaria una multa de dos-cents setze sous i el cristià inferior rebria cent assots i una multa, l'import de la qual seria fixat pel rei. Totes les propietats agrícoles de jueus, els esclaus de jueus i tots els béns immobles que haguessin estat adquirits a cristians serien confiscats pel Tresor mitjançant el pagament d'una compensació. Els bisbes van acceptar la llei, encara que sembla que sense grans entusiasmes, car van declarar que l'aprovaven a petició expressa del rei (el que significava que no l'aprovaven per pròpia iniciativa). El rei, en el seu escrit, feia menció que les sinagogues estaven tancades i en ruïnes, i com cap llei havia ordenat el seu tancament o destrucció, s'ha suposat l'existència de pogroms derivats de la política real; però més probablement l'abandonament de les sinagogues es devia al fet que els jueus havien hagut de passar a realitzar les seves pràctiques religioses en la intimitat de les seves cases.
El 702 es va publicar la Llei d'Ègica sobre els esclaus fugitius.

## El XVII Concili de Toledo
Fins i tot no va haver de quedar satisfet el rei de les decisions del concili contra els jueus i de la falta d'entusiasme dels bisbes (pensaria que els bisbes no executarien la llei estrictament). Va convocar a l'any següent un nou concili (el XVII Concili de Toledo) que es va inaugurar el 9 de novembre del 694 a l'Església de Santa Leocadia, sense que s'hagi pogut establir quants bisbes hi van assistir. Tal com havia fet amb els dos suposats juraments (havia inventat sens dubte el segon), va inventar ara un complot mundial dels jueus contra els reis de tot l'orbe, i fins i tot va assegurar que en alguns regnes els jueus s'havien rebel·lat. El rei va indicar que sabia per confessions de jueus conversos (en aquest cas algú les hauria revelat) que els hebreus hispans havien conspirat amb els d'altres llocs (Africa?) per rebel·lar-se junts contra els cristians. Ègica al·ludia a la seva pietat envers els jueus i exhibia com prova que els havia permès conservar els seus esclaus cristians (per tant el 693 els jueus seguien posseint esclaus cristians) si ells es convertien al cristianisme. Assegurava que els jueus conversos havien continuat en les seves creences secretament, i proposava acabar amb ells convertint-los en esclaus, llevat de la Narbonense, on l'epidèmia que assolava la província (que durava des dels inicis del regnat d'Ègica o abans) havia provocat un descens alarmant de població i on els jueus sols serien condemnats a lliurar les seves propietats al dux. Els bisbes van confirmar (no és clar si per les confessions dels jueus o per l'obediència al rei) la conspiració dels jueus del regne amb jueus estrangers i per ordre del rei es va declarar que serien desposseïts de totes les seves propietats i serien convertits en esclaus, juntament amb les seves dones i fills. No podrien ser manumesos ni, en la seva condició d'esclaus, se'ls permetria practicar la seva religió. Els esclaus cristians dels jueus serien alliberats i el rei designaria alguns d'aquests esclaus cristians (que en la seva condició d'homes lliures es comprometrien a no permetre als seus antics amos jueus, convertits en esclaus, practicar els seus ritus) perquè rebessin els jueus esclavitzats, amb la condició que paguessin els impostos que abans pagaven els israelites (inclòs l'impost especial sobre els jueus). Els fills dels jueus els serien arrabassats quan arribessin als set anys i serien lliurats a cristians perquè els eduquessin en la fe catòlica i quan arribessin a l'edat adequada els casessin amb cristians.
Els bisbes també van declarar l'anatema sobre tot aquell que després de mort Ègica ofengués a la seva vídua o als seus fills, donant-se una detallada llista de les ofenses. I se sol·licitaven oracions pel benestar del rei i de la família reial en totes les esglésies catedralícies del regne, cada dia de l'any llevat del divendres sant (dia que no se celebrava missa). Sembla que Ègica va efectuar algunes condonacions o remissions d'impostos, sense que es conegui detalls.

## Guerra contra Eudes
Durant uns quants mesos o anys (potser tres anys) va haver de combatre contra el duc d'Aquitània Eudes, qui va assolar la Narbonense sense que es conegui molt bé els motius.

## Successió al tron
El 15 de novembre del 700 Egica va associar al tron al seu fill Witiza o Vítiza, que va ser ungit, i se li va confiar el govern de Galícia, on sembla que va establir la seva residència real a Tude (Tui). Sembla que Vítiza va tenir des d'aleshores la consideració de rei ple, i els dos anys següents van ser anomenats de "govern conjunt" (en les monedes Regni concordia).

## L'atac naval del 701
Segurament en l'any 701 el cronista anònim continuador de la Crònica d'Isidor esmenta un fet sorprenent: un atac naval romà d'Orient contra les costes hispanes, que va ser rebutjat per un got anomenat Teudimer, capitost. Segurament el cronista confon els romans amb els àrabs, també procedents d'Orient. Els àrabs havien pres Cartago el 698 i no és probable que el 701 els grecs conservessin fortaleses i efectius suficients per dedicar-los a la lluita contra els visigots en lloc de contra els àrabs. En canvi una expedició de tempteig dels àrabs és molt raonable.

## Mort d'Ègica
El mateix any 702, segurament a mitjans d'any, Ègica va morir de mort natural.